# マルイ観光バス
マルイ観光バス株式会社（マルイかんこうバス）は、香川県高松市に本社を置きバス事業を行う企業である。

## 概要
高松空港近くの香南町に本社があり、車庫を持つ。ボディーデザインは基本的に車体は白。前から後ろまで続く緑ラインで、途中に斜めに三本線が入っているのが主で、ダークグリーンにシルバーラインや、パープルメタリックに白ラインなどがある。

## 沿革
- 1996年（平成 8年） - 設立。一般貸切旅客自動車運送事業認可。
- 1998年（平成10年） - 旧・香川町より香川町営バス、旧・塩江町より塩江町営バスの運行を受託。
- 2005年（平成17年） - 一般乗合旅客自動車運送事業許可。高松市との協定に基づき、香川町・塩江町コミュニティバスを運行。
- 2010年（平成22年） - 高松市との協定に基づき、国分寺町コミュニティバスを運行。
- 2018年（平成30年） - 高松市との協定に基づき、香川町シャトルバスを運行。
- 2022年（令和4年） 
  - 鬼ヶ島観光自動車が四国運輸局から行政処分を受けたことに伴い、高松市女木島でバスの運行を開始。
  - 三菱ふそう・エアロキングの改造車のオープントップバスを導入、「瀬戸内そらバス」として運行開始。

## 事業所
- 空港通り営業所/車庫(2021年～主な事務所として開店)
  - 香川県高松市香川町川東下933-1
- 本社(車庫)
  - 香川県高松市香南町池内847-1
- 高松事務所
  - 香川県高松市旅篭町14-1　イマージュマルイ1階
- お客様駐車場
  - 高松駅お客様駐車場　香川県高松市丸の内11-17 パークワン
  - 旅篭町お客様駐車場　香川県高松市旅篭町14-1 イマージュマルイ1F 南側にコインパーキングも有り

## 路線バス
高松市との協定に基づき、コミュニティバスを4路線運行する。
・塩江町コミュニティーバス(1台で運行)

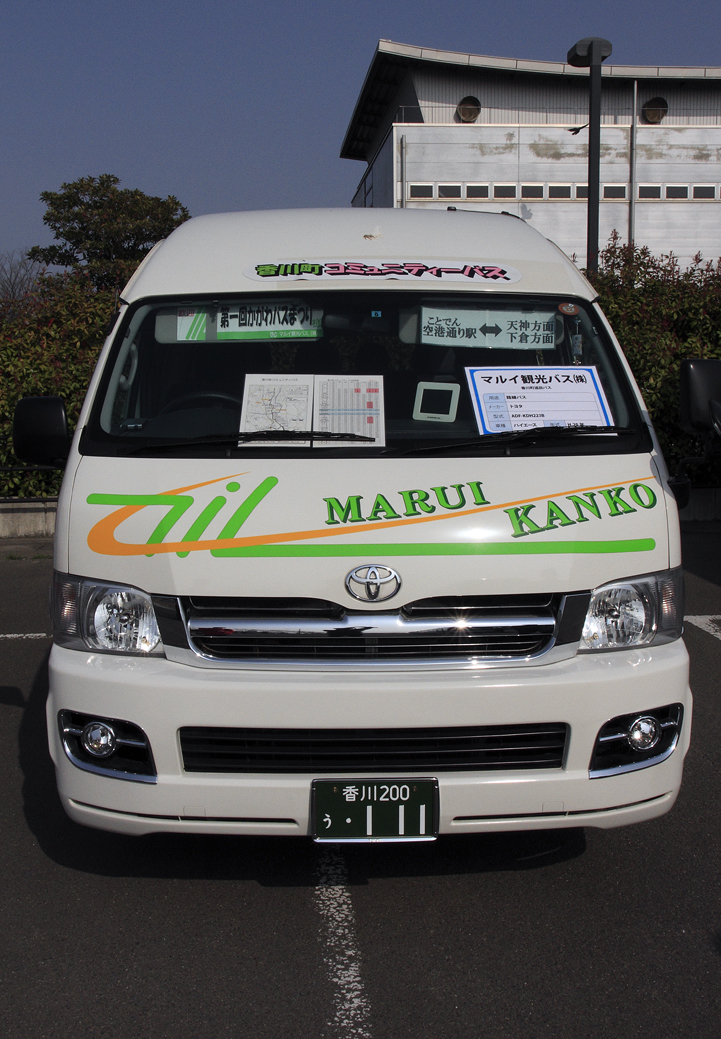
香川町コミュニティーバス(1台で運行)
- 香川町シャトルバス(3台で運行)
- 国分寺コミュニティーバス(1台で運行)  - 香川町コミュニティーバスの車両

これらの他、女木島において路線バスを運行している。鬼ヶ島観光自動車から引き継いだもので、おにの館（女木港） - 大洞窟間を運行している。大洞窟行きは直行であるが、おにの館行きは住吉神社前でも下車可能（乗車不可）。

## 貸切バス
大型6台、中型4台、小型8台、計18台の車輌を保有する。

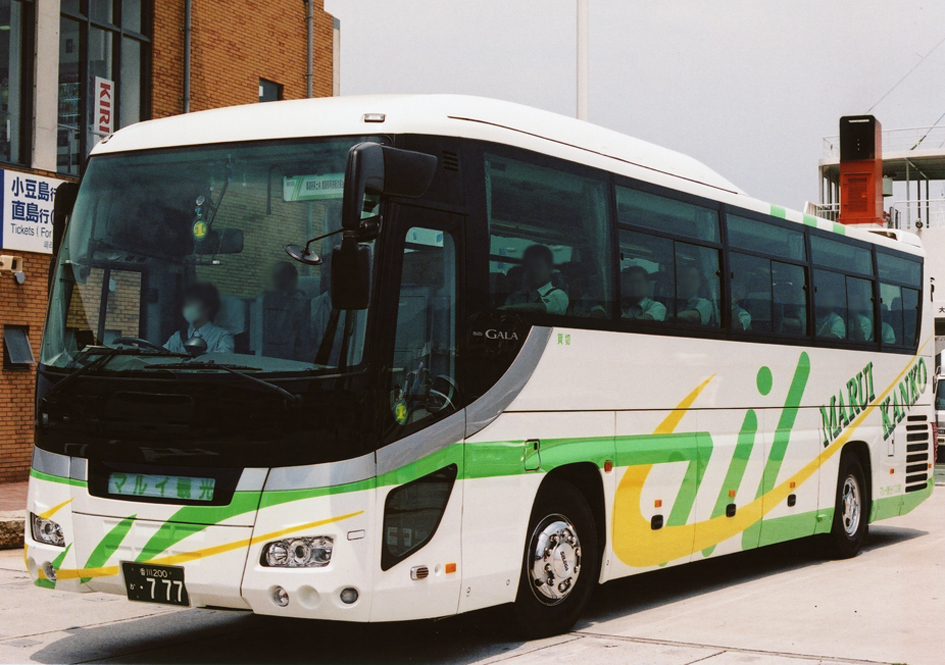
いすゞ・ガーラ
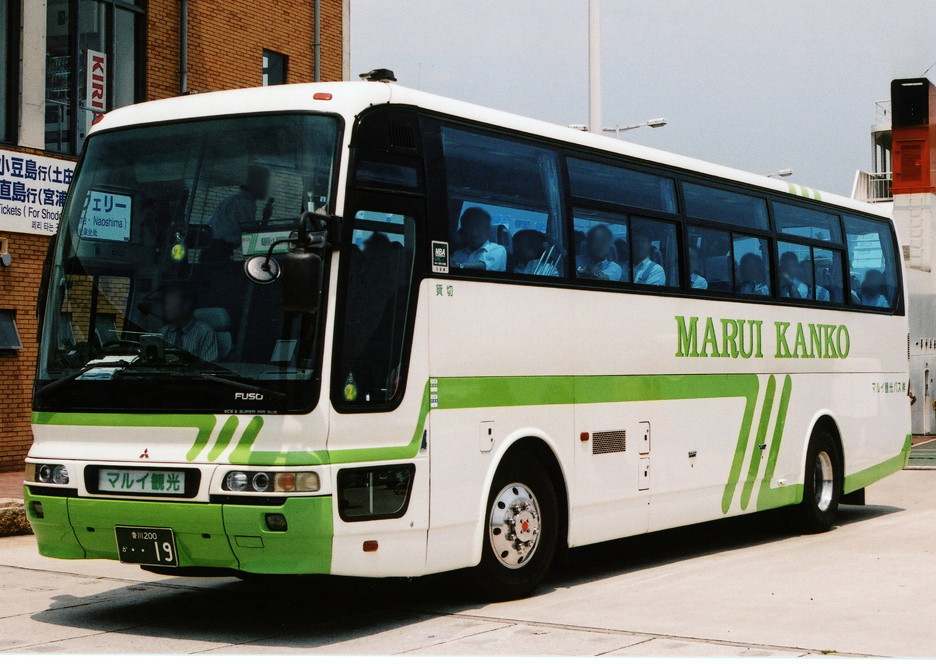
三菱ふそう・エアロクィーンI

エグゼクティブ車両(通常の車両の約2台分の費用をかけて製作した特注車)
特殊車両
- 小型バススーパーロング(ふそうエアロミディMJ)・・・通常、小型バスは全長7mであるが、全長7.9mでかつ車両総重量8t未満の特注車。トランクも中型バス並みの2スパンあるが、高速道路は小型バスと同じ中型料金。
- マイクロバススーパーロング(ふそうローザ)・・・通常最大で7mのマイクロバスだが、7.9mに延長した特別仕様。荷室も有り、1席当たりの足元スペースが小型バス以上に広い。
- コースター超ショート・・・通常のマイクロバスの全長をハイエースと同じサイズまで短縮した特注車。回転半径がハイエースよりも小さいため、ハイエースよりも車体は大きいが、小回りが利くためハイエースが入っていけない場所でも入っていける。